# Karoliina Pertamo
Karoliina Pertamo, född 1971 i Vanda i Finland, är en finländsk konstnär och illustratör.

## Biografi
Karoliina Pertamo utbildade sig till bildlärare på Konstindustriella skolan vid Aalto-universitetet i Helsingfors och i bildkonst i Bordeaux i Frankrike.
Annika Sandelin och Karoliina Pertamo nominerades till Nordiska rådets pris för barn- och ungdomslitteratur 2014 för Råttan Bettan och masken Baudelaire.